# 朱抮玗
朱抮玗（： Joo Jin Woo；1993年12月17日—），韓國男歌手、演員，所屬經紀公司為JOOJINWOO Entertainment，2017年參加韓國選秀節目《PRODUCE 101 第二季》，最終名次為第41名。2019年5月改名為朱閜晋（ Joo Ha-Jin），2020年6月左右再次改回曾用名朱抮玗。

## 經歷
2017年以MMO娛樂練習生身分參加選秀節目《PRODUCE 101 第二季》，於第八集第二次排名儀式中以第41名的成績被淘汰。
2018年6月14日與演員經紀公司FINECUT ENTERTAINMENT簽訂專屬合約，惟現在公司官網所列舉藝人已經沒有他的名字。

## 個人生活
原本的名字是朱成烈（ Joo Seong Yeol），高三的時候母親去算命，聽到這個名字可能會招致死亡，所以改名為朱抮玗。

## 音樂作品

### 韓國音樂著作權協會之登記編號
| 姓名   | 登記名稱 | 登記編號 | 曲目 |
| 朱抮玗 | 주진우   | 10019280 | EVER |

### 數位單曲
| 發行時間      | 曲名                                | 類型 | 備註      |
| 2018年7月20日 | EVER                                | R&B  | 填詞作曲  |
| 2020年2月27日 | 들어봤어? ( HAVE YOU HEARD OF IT? ) | 抒情 | with. Xbf |
| 2020年8月3日  | Telepathy                           |      |           |
| 2021年6月3日  | Must have (Feat. goodviberoscoe)    |      |           |

### 原聲帶
| 發行時間     | 專輯名稱                                  | 曲名      | 備註 |
| 2019年4月6日 | 온더캠퍼스 (네이버 웹드라마) OST - Part 3 | Pic.A.Sso |      |

## 媒體作品

### 電視節目
| 播出時間                    | 電視台 | 節目名稱           | 擔任          |
| 2017年4月7日－2017年6月16日 | Mnet   | PRODUCE 101 第二季 | MMO.ent練習生 |

### 音樂劇
| 演出時間                   | 演出地點           | 節目名稱   | 演出角色                |
| 2019年7月5日－2019年9月1日 | 예스24스테이지 3관 | 구내과병원 | 장기준 （音譯：張基俊） |

### 網路劇
| 放送時間      | 播放平台 | 節目名稱              | 演出角色 |
| 2019年3月23日 | NAVER    | 온더캠퍼스 (so be it) | 진우     |